# Csillósok
A csillósok vagy ázalékállatok (Ciliophora) az Alveolata egy csoportja, amelyek fő jellemzője a testüket egészen vagy részben borító hajszerű képletek, a csillók, melyek az ostorhoz hasonló felépítésük, de annál rövidebbek és nagyobb számban találhatók meg egy egyeden és eltérő hullámzó mintázatot alkotnak. Csillókkal a csoport minden tagja rendelkezik, és számos életfolyamathoz – úszáshoz, mászáshoz, rögzüléshez, táplálkozáshoz, érzékeléshez – használják.
A csillósok a protiszták egyik legfontosabb csoportja, szinte bárhol előfordulnak, ahol víz van jelen. Megtalálhatók tavakban, pocsolyákban, óceánokban, folyókban, talajban. A csoportnak számos ektoszimbióta és endoszimbióta tagja van, de megtalálhatók benne obligát és opportunista paraziták is. A csillósok egysejtűek, néhány fajuk elérheti a 2 mm-es hosszot, némelyikük felépítésben a legösszetettebb protozoonok közé tartozik.
A „Ciliophora” kifejezést törzsként használják, és a protiszták illetve a Protozoa alá is sorolták. A „Ciliata” kifejezés is használatos, mint osztály, de ez jelenti a Ciliata halnemet is.
A csillósokkal foglalkozó tudományág a ciliatológia.

## Evolúciójuk
A közelmúltig a legrégebbi ismert csillósfosszíliák az ordovícium időszakból származó Tintinnida formák voltak. 2007-ben Li et al. az ediakarai Doushantuo formációból származó 580 millió éves fosszíliákról publikáltak. A fosszíliák kétféle tintinnidát és valószínűleg egy ősi suctoriát tartalmaztak.

## Sejtfelépítésük, sejtműködésük

Csillósok sejtfelépítése: 1. kontraktilis vakuólum, 2. emésztő vakuólum, 3. makronukleusz, 4. mikronukleusz, 5. sejtalrés (cytoproct/cytopyge), 6. sejtgarat (cytopharynx), 7. sejtszáj (cytostoma), 8. csillózat (ciliatúra).

A legtöbb más eukariótától eltérően a csillósok két különböző sejtmaggal rendelkeznek: egy kicsi diploid mikronukleusszal és egy nagy poliploid makronukleusszal. A mikronukleusznak a szaporodásban, a makronukleusznak az általános sejtszabályozásban van szerepe. Utóbbi a mikronukleuszból keletkezik a genom amplifikációval és átalakításával. A makronukleusz elkülönülése amitózissal történik, a kromoszómák elkülönülésének folyamata azonban nem ismert. A folyamat nem tökéletes, 200 generáció után a sejt elöregedést mutat, ezért a makronukleuszt rendszeresen regenerálni kell a mikronukleuszból. Ez legtöbbször izogámia alatt történik. Ekkor két sejt összekapcsolódik, a mikronukleusz meiózisba megy át, a haploid utódok kicserélődnek és egyesülnek létrehozva az új makronukleuszt és mikronukleuszt.
Emésztő vakuólumok fagocitózis révén jönnek létre és jellemzően követnek egy meghatározott utat a sejtben, mialatt a lizoszómák megemésztik és lebontják. Így a vakuólum tartalma már elég apró lesz ahhoz, hogy átdiffundáljon a valuólum membránján a sejtbe. Ha valami maradt az emésztővakuólumban, idővel eléri a sejtalrést, amelyen exocitózissal ürül ki. A legtöbb csillós rendelkezik kontaktilis vakuólummal, amely beszívja vagy kinyomja a vizet a sejtből, fenntartva a kívánatos ozmotikus nyomást vagy az ionegyensúlyt. Néhány nemnél, mint például a papucsállatkák (Paramecium) a kontaktilis vakuólum jellegzetesen csillag alakú, melyben minden ág egy gyűjtőcső.

## Táplálkozásuk
A legtöbb csillós heterotróf, kisebb szervezetekkel, baktériumokkal, algákkal vagy szerves törmelékkel táplálkoznak, amelyet módosult orális csillóikkal söpörnek a szájnyílásukba. A szájnyílást balról egy sor sodróhártya (membranella), jobbról pedig egy parorális membrán határolja, mindkettő polikinetidekből képződik. A táplálék a szájnyíláson keresztül a garatba jut, amely táplálék vakuólumokat képez.
Néhány csillós nem rendelkezik szájnyílással és ozmotrófiával táplálkozik, míg mások ragadozók és más protozoákkal, akár más csillósokkal táplálkoznak. Néhány csillós állati élősködő, közülük az egyetlen ismert emberi parazita a Balantidium coli.

## Osztályozásuk

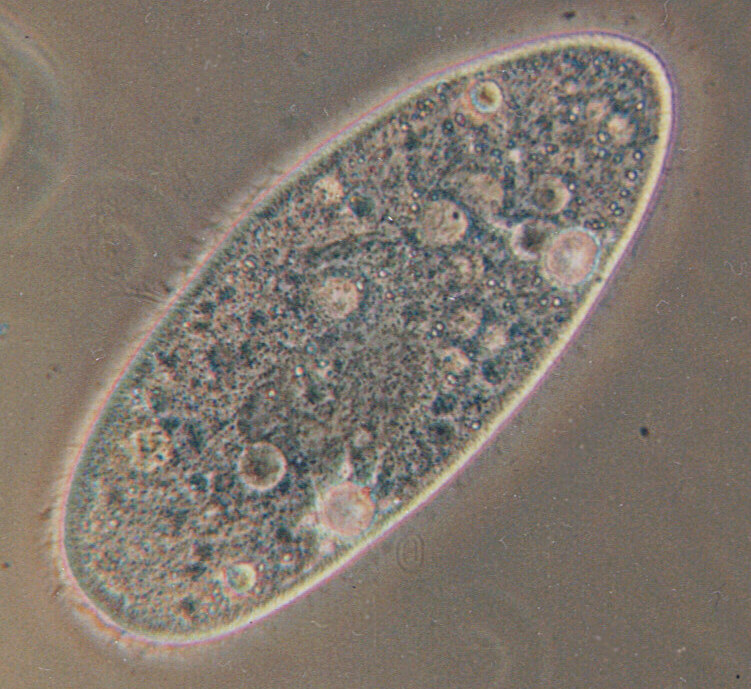
Paramecium aurelia papucsállatka

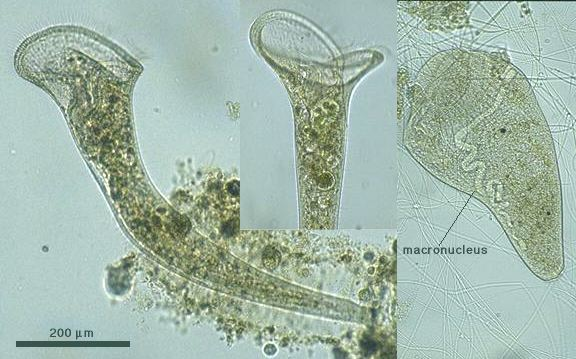
Stentor roeseli

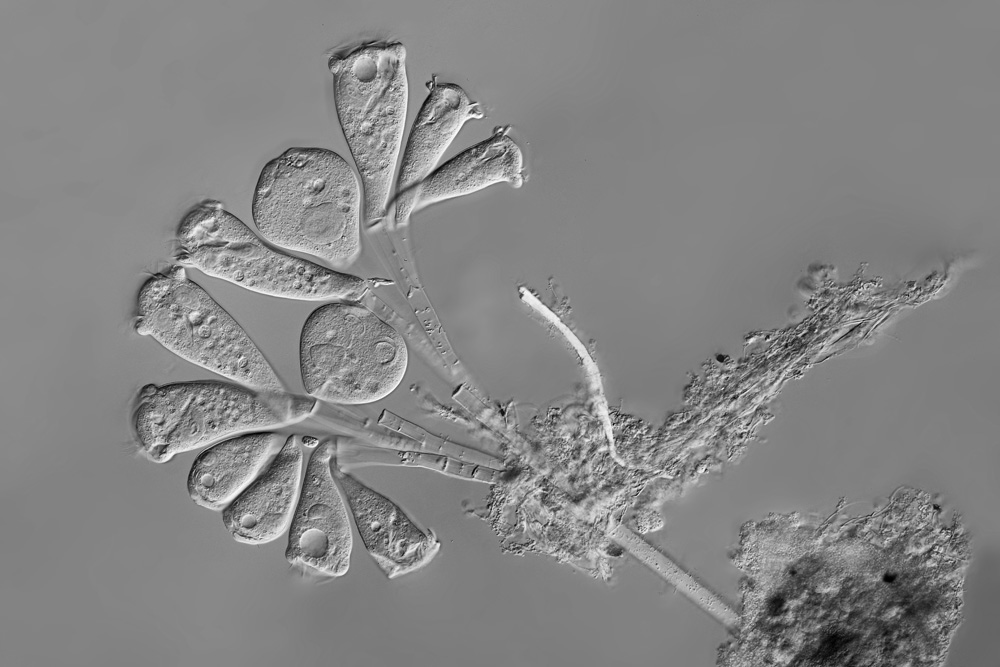
Sessilida

A csillósok altörzs, osztály és alosztály szintű kladisztikai felbontása a következő: 
|  | Karyorelictea |
|  |               |
|  | Heterotrichea |
|  |               |

|  | Choreotrichia                         |
|  |                                       |
|  | Oligotrichia                          |
|  |                                       |
|  | Stichotrichia                         |
|  |                                       |
|  | Járólábacskás csillósok (Hypotrichia) |
|  |                                       |

|  | Haptoria       |
|  |                |
|  | Trichostomatia |
|  |                |

|  | Phyllopharyngia                       |
|  |                                       |
|  | Rhynchodia                            |
|  |                                       |
|  | Tölcsérszájú csillósok (Chonotrichia) |
|  |                                       |
|  | Szívókás csillósok (Suctoria)         |
|  |                                       |

|  | Peniculia                            |
|  |                                      |
|  | Hymenostomatia                       |
|  |                                      |
|  | Scuticociliatia                      |
|  |                                      |
|  | Szájkoszorús csillósok (Peritrichia) |
|  |                                      |
|  | Astomatia                            |
|  |                                      |
|  | Apostomatia                          |
|  |                                      |

|  | Choreotrichia                         |
|  |                                       |
|  | Oligotrichia                          |
|  |                                       |
|  | Stichotrichia                         |
|  |                                       |
|  | Járólábacskás csillósok (Hypotrichia) |
|  |                                       |

|  | Haptoria       |
|  |                |
|  | Trichostomatia |
|  |                |

|  | Phyllopharyngia                       |
|  |                                       |
|  | Rhynchodia                            |
|  |                                       |
|  | Tölcsérszájú csillósok (Chonotrichia) |
|  |                                       |
|  | Szívókás csillósok (Suctoria)         |
|  |                                       |

|  | Peniculia                            |
|  |                                      |
|  | Hymenostomatia                       |
|  |                                      |
|  | Scuticociliatia                      |
|  |                                      |
|  | Szájkoszorús csillósok (Peritrichia) |
|  |                                      |
|  | Astomatia                            |
|  |                                      |
|  | Apostomatia                          |
|  |                                      |

|  | Karyorelictea |
|  |               |
|  | Heterotrichea |
|  |               |

|  | Choreotrichia                         |
|  |                                       |
|  | Oligotrichia                          |
|  |                                       |
|  | Stichotrichia                         |
|  |                                       |
|  | Járólábacskás csillósok (Hypotrichia) |
|  |                                       |

|  | Haptoria       |
|  |                |
|  | Trichostomatia |
|  |                |

|  | Phyllopharyngia                       |
|  |                                       |
|  | Rhynchodia                            |
|  |                                       |
|  | Tölcsérszájú csillósok (Chonotrichia) |
|  |                                       |
|  | Szívókás csillósok (Suctoria)         |
|  |                                       |

|  | Peniculia                            |
|  |                                      |
|  | Hymenostomatia                       |
|  |                                      |
|  | Scuticociliatia                      |
|  |                                      |
|  | Szájkoszorús csillósok (Peritrichia) |
|  |                                      |
|  | Astomatia                            |
|  |                                      |
|  | Apostomatia                          |
|  |                                      |

|  | Choreotrichia                         |
|  |                                       |
|  | Oligotrichia                          |
|  |                                       |
|  | Stichotrichia                         |
|  |                                       |
|  | Járólábacskás csillósok (Hypotrichia) |
|  |                                       |

|  | Haptoria       |
|  |                |
|  | Trichostomatia |
|  |                |

|  | Phyllopharyngia                       |
|  |                                       |
|  | Rhynchodia                            |
|  |                                       |
|  | Tölcsérszájú csillósok (Chonotrichia) |
|  |                                       |
|  | Szívókás csillósok (Suctoria)         |
|  |                                       |

|  | Peniculia                            |
|  |                                      |
|  | Hymenostomatia                       |
|  |                                      |
|  | Scuticociliatia                      |
|  |                                      |
|  | Szájkoszorús csillósok (Peritrichia) |
|  |                                      |
|  | Astomatia                            |
|  |                                      |
|  | Apostomatia                          |
|  |                                      |

Egyéb: Cryptocaryon

## Kimutatás
Egyértelműen azonosítható számos csillósfaj ezüst-proteinát-festéssel.